# بیمارستان حضرت ولی‌عصر (اقلید)
بیمارستان ولیعصر بیمارستانی است درمانی واقع در شهر اقلید، استان فارس وابسته به دانشگاه علوم پزشکی شیراز با ظرفیت ۱۱۱ تخت فعال که در سال ۱۳۸۰ شمسی تأسیس گردید.
بخش‌های بستری موجود در این بیمارستان عبارتند از: اطفال، داخلی، اعصاب، CCU، مراقبتهای دوران بارداری، گوش و حلق و بینی، ارتوپدی، جراحی زنان و زایمان، جراحی عمومی، چشم، ICU ،ICU نوزادان، پست پارتوم، اورژانس، داخلی، post CCU و ارولوژی